# دولت مطرود

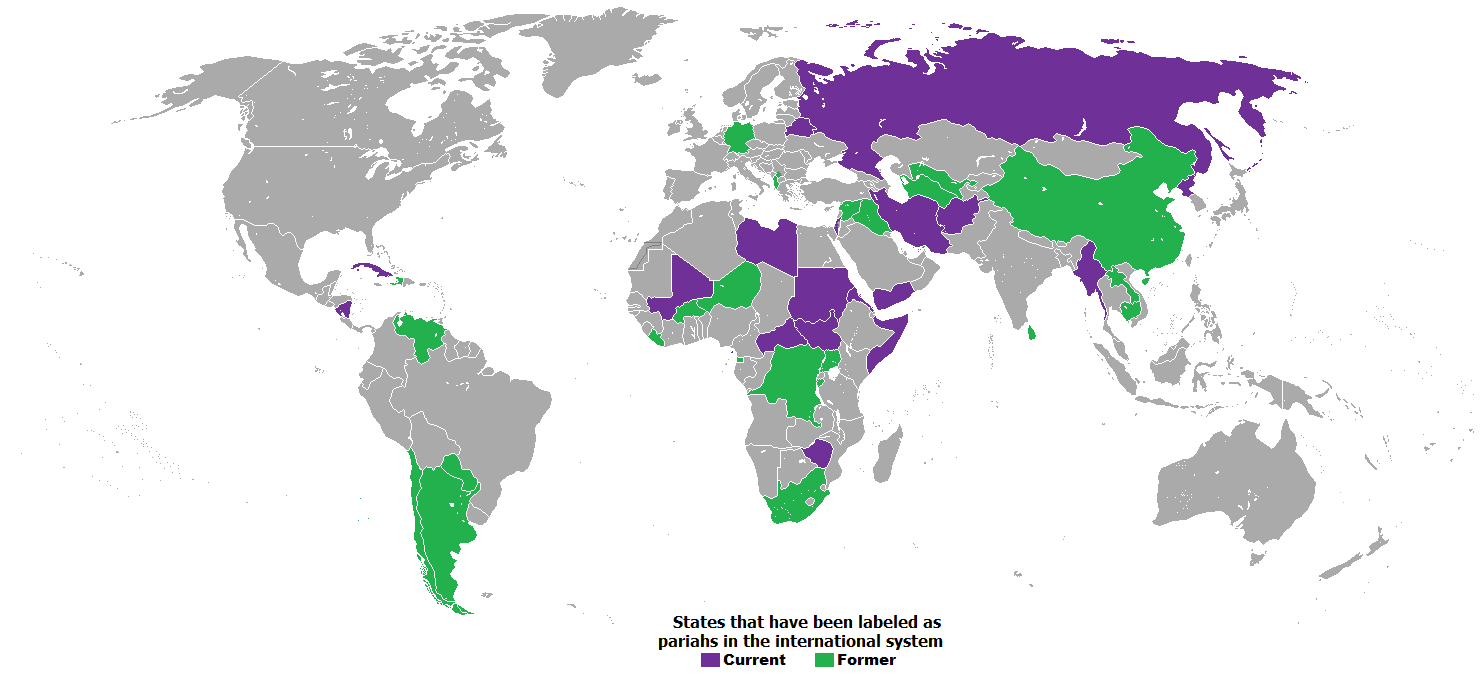
نقشه ایالت های منسوخ

دولت پاریا (به انگلیسی: Pariah state) یا جامعهٔ مطرود یا دولت یاغی، جامعه‌ای است که از نظر جامعۀ جهانی مطرود یا وازده شمرده می‌شود. یک جامعهٔ پاریا ممکن است با انزوای بین‌المللی یا تحریم یا اشغال از سوی ملت‌هایی که سیاست‌ها، اقدامات یا موجودیت آن را غیرقابل پذیرش می‌دانند روبه‌رو شود.
جامعهٔ پاریا کشوری است که رفتار آن با معیارها انطباق ندارد.

## ریشه‌شناسی
واژهٔ پاریا (Pariah) از ریشهٔ (Paraiyar) گروه بزرگی از قبایل بومی ایالت تامیل نادوی هند، گرفته شده. طبق نظام طبقاتی منسوخ‌شدهٔ هند، پارایارها عضو پایین‌ترین طبقه بودند که در قوانین سلطنتی انگلیسی هند مطرود یا وازده نامیده می‌شدند. از آنجایی که این اصطلاح برای اولین بار در سال ۱۶۱۳ در انگلیسی به کار رفت، فرهنگ‌های سراسر جهان اصطلاح «پاریا» را به عنوان «مطرود» یا «وازده» پذیرفتند.